# ترانسبوزاز
ترانسبوزاز (بالإنجليزية:  Transposase)‏انزيم مسؤول عن نقل أجزاء الحمض النووي داخل نواة الخلايا الحية .
حيث يربط إلى نهايات المنقول ويحفز حركة المنقول إلى جزء آخر من الجينوم من خلال آلية قص ولصق أو آلية تبديل تنسخي. يصنف كيميائياً تحت رقم( EC EC 2.7.7).

## ترانسبوزاز Tn5
ترانسبوزاز Tn5هو عضو في فصيلة الريبونوكلياز من البروتينات التي تضم انزيمات مدمجة (integrases). فيروسات الTn5 يمكن العثور عليها في الشيوانيلا (Shewanella) وبكتيريا القولونية. و ترانسبوزاز Tn5 يقوم بنقل المقاومة للمضادات الحيوية إلى الكاناميسين وايضا المضادات الحيوية في أمينوغليكوزيد أخرى.

## وصلات خارجية
- Transposases في المكتبة الوطنية الأمريكية للطب نظام فهرسة المواضيع الطبية (MeSH).